# OH 뢰번

아우트헤베를레이 뢰번(Oud-Heverlee Leuven, 네덜란드어 발음: [ˈʌut ˈɦeː.vər.ˌleː ˈløː.və(n)])은 벨기에 뢰번을 연고로 하는 축구 팀으로, 2002년에 창단하였다. 줄여서 OH 뢰번, OHL로 표기하기도 한다.

## 선수 명단

### 현역
참고: FIFA 자격 규정에 따라 소속된 국가대표팀 국기를 표시합니다. 선수는 복수의 FIFA 비회원국 국적을 가지고 있을 수 있습니다.
| 번호 | 포지션 | 국적         | 이름              |
| ---- | ------ | ------------ | ----------------- |
| 6    | MF     |              | 에제키엘 반주지   |
| 10   | MF     |              | 유세프 마지즈     |
| 14   | DF     | 우루과이     | 페데리코 리카     |
| 15   | FW     | 코트디부아르 | 코난 엔드리       |
| 17   | FW     | 태국         | 수파낫 무에안타   |
| 20   | DF     | 모로코       | 함자 멘딜         |
| 30   | DF     |              | 아키모토 다카히로 |

| 번호 | 포지션 | 국적 | 이름 |
| ---- | ------ | ---- | ---- |

## 역대 감독
| 감독                       | 임기        |
| -------------------------- | ----------- |
| 나이절 피어슨              | 2017 ~ 2019 |
| 오스카르 가르시아 후니엔트 | 2023 ~      |